# Conrad VI Kettler

Wapen Kettler / von Ketteler

Conrad VI Kettler ook bekend als Conrad von Ketteler (1540-1595), was heer van Middelburg en Bockenhövel. 
Kettler was een zoon van Casper Kettler (1510-1568) heer van Middelburg en Bockenhövel en Wilhelmina van Böckenförde-Schüngel (1515-) vrouwe van Echthausen.
Hij herbouwde de Middelburg en trouwde op 27 januari 1574 met Bertha van Raesfelt tot Romberg (1555-). Zij was een dochter van Goossen van Raesfelt tot Romberg (1505-1585) heer van Romberg en drost van Borculo en Jasperina Catharina Roelofsdr van Wullen (1518-1598) vrouwe van Romberg, Nyenborch, Ochtrup en Coesfeld. Uit zijn huwelijk zijn de volgende kinderen geboren:
- Rutger VI Kettler heer van Middelburg en Bockenhövel
- Goswin Kettler zu Middelburg heer van Middelburg en Bockenhövel (1575-1646)